# فيتينسبورغ
فيتينسبورغ هي بلدية في مقاطعة سيساش في كانتون بازل في سويسرا.